# Botschaft der Vereinigten Arabischen Emirate (Bonn)

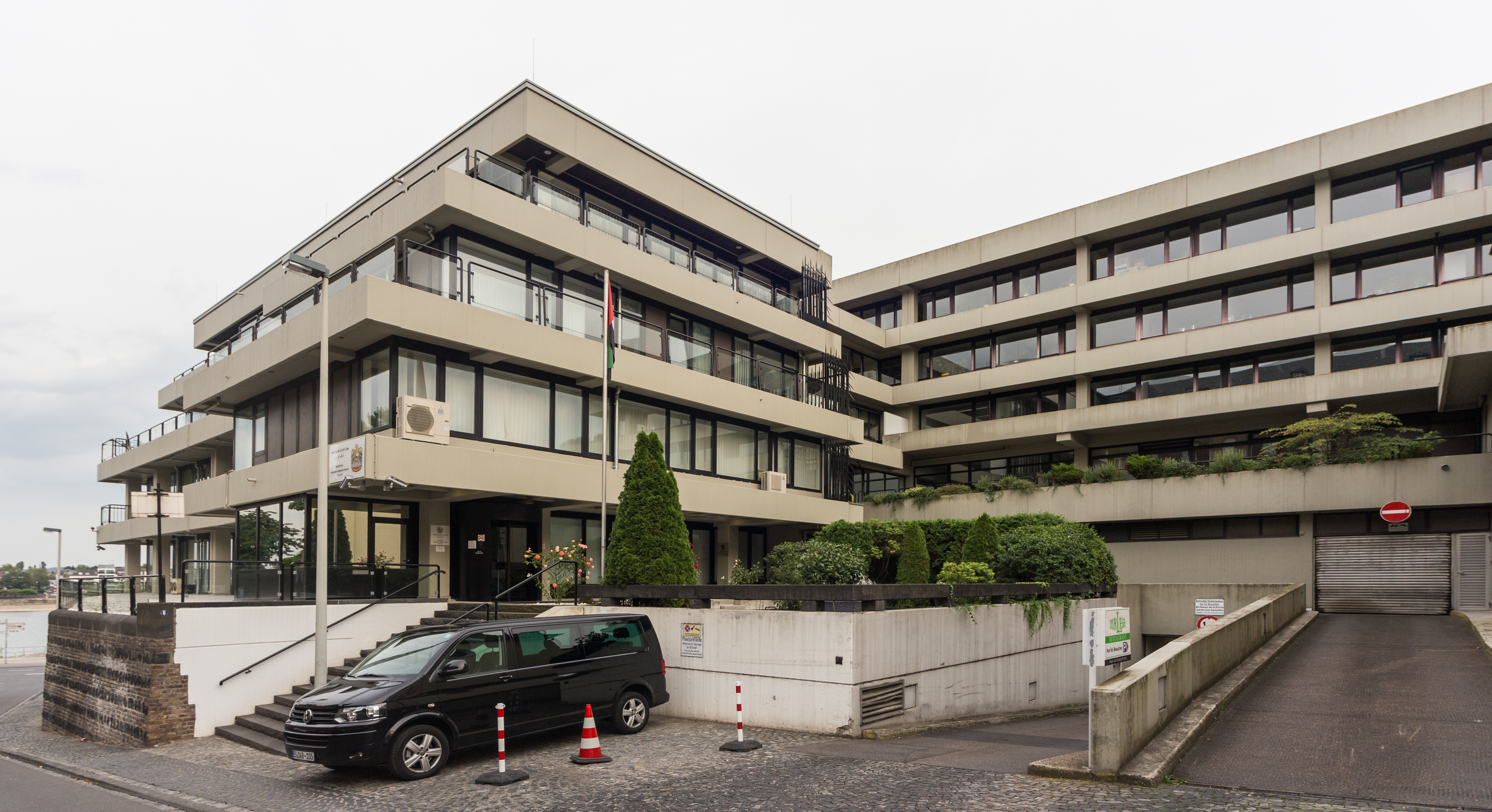
Außenstelle der Botschaft der Vereinigten Arabischen Emirate (2013)

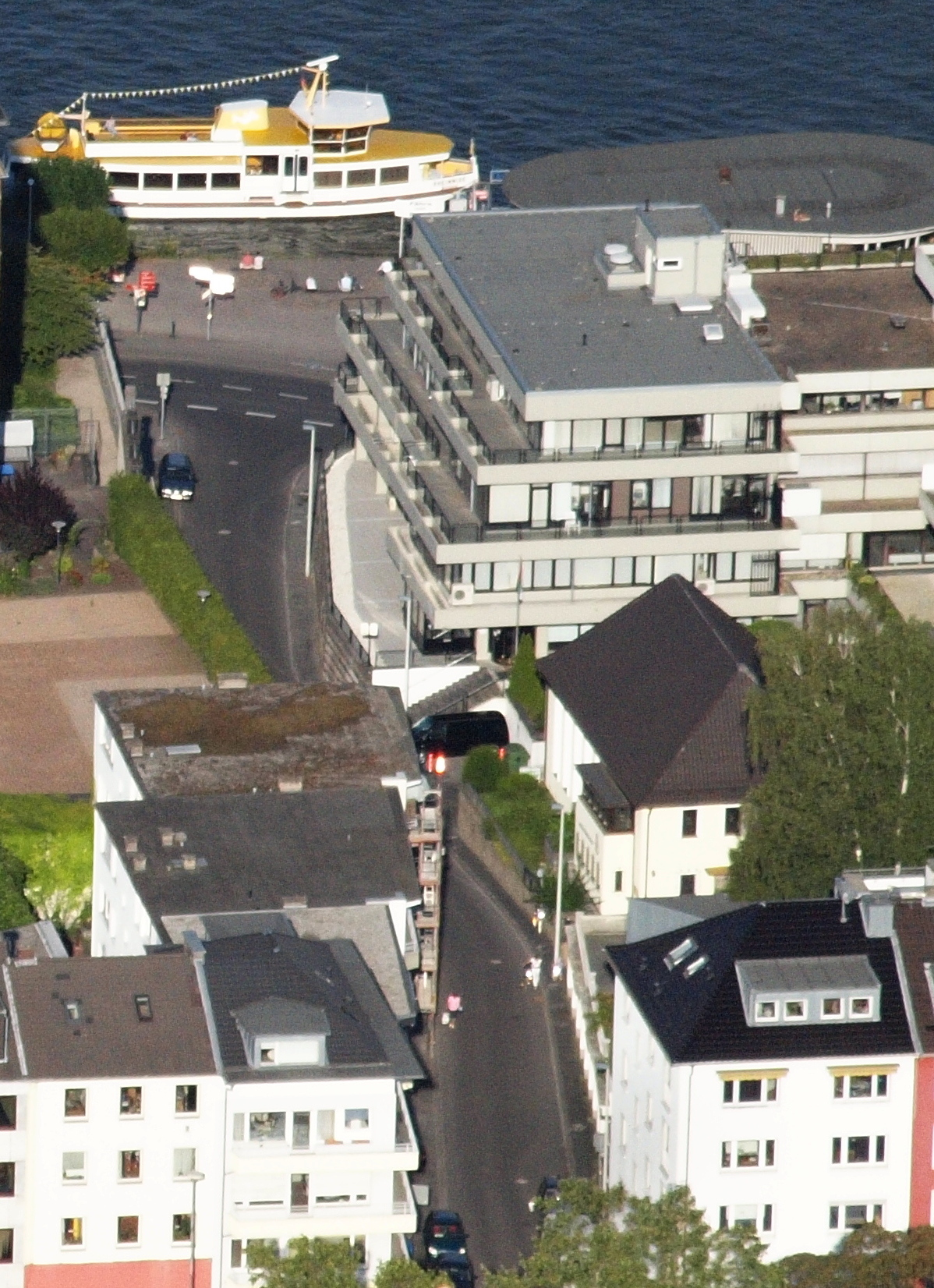
Luftaufnahme der Ersten Fährgasse, hinten das Botschaftsgebäude (2013)

Die Botschaft der Vereinigten Arabischen Emirate in der Bundesrepublik Deutschland hatte von 1981 bis 2001 ihren Sitz im Bonner Ortsteil Südstadt. Seither bestand hier eine Außenstelle der Botschaft, die 2018/19 in ein Generalkonsulat umgewandelt wurde. Das ehemalige Botschafts- und heutige Konsulatsgebäude, fertiggestellt 1981, befindet sich oberhalb des Rheinufers (Rathenauufer) an der Ersten Fährgasse (Hausnummer 6) nahe der Bonner Innenstadt.

## Geschichte
Nach der Aufnahme diplomatischer Beziehungen zur Bundesrepublik Deutschland im Mai 1972 eröffneten die Vereinigten Arabischen Emirate (VAE) im Frühjahr 1976 eine Botschaft am Regierungssitz Bonn. Die Kanzlei der Botschaft befand sich zunächst im Stadtbezirk Bad Godesberg (Kölner Straße 125–127, heute Godesberger Allee), als Residenz der Botschaft – Wohnsitz des Botschafters – diente ein Anwesen im Wachtberger Ortsteil Ließem (Hohler Weg 19). Ende der 1970er-Jahre plante die Regierung der VAE einen Neubau der Botschaftskanzlei am Rheinufer. Er entstand direkt angrenzend an das bereits 1974 nach einem Entwurf des Bonner Architekten Ernst van Dorp erbaute Haus der Evangelischen Kirche und der Lese- und Erholungsgesellschaft (Adenauerallee 37). 1981 wurde der Neubau eingeweiht und bezogen. Die Militärabteilung der Botschaft war zuletzt (Stand: 1995) im Bonn-Center ansässig. Die Residenz der Botschaft war zuletzt in einer Villa am Rheinufer beheimatet.
In Folge der Verlegung des Regierungssitzes nach Berlin (1999) zog die Hauptstelle der Botschaft der Vereinigten Arabischen Emirate im Oktober 2001 dorthin um (→ Botschaft der Vereinigten Arabischen Emirate in Berlin). In dem Bonner Gebäude wurde eine Außenstelle der Botschaft belassen. Ihr Konsularbezirk erstreckte sich auf das gesamte Bundesgebiet; zu ihr gehörte unter anderem ein Gesundheitsbüro zur Betreuung von Staatsbürgern der VAE, die sich in Deutschland einer medizinischen Behandlung unterziehen. Die Außenstelle war zuletzt mit einem Botschaftsrat sowie sechs Attachés besetzt (Stand: August 2018) und wurde 2018/19 in ein Generalkonsulat umgewandelt. Im Februar 2019 wurde dem Leiter der Vertretung, Salem Ali Khamis Alewi Alkaabi, das Exequatur als Generalkonsul erteilt. Der Konsularbezirk umfasst die Länder Nordrhein-Westfalen, Hessen, Rheinland-Pfalz und Saarland.

## Kunst am Bau
Vor dem ehemaligen Botschafts- und heutigen Konsulatsgebäude steht ein 1982 aufgestellter, im Zuge des Neubaus der Botschaft geplanter Brunnen (Nagelbrunnen) nach einem Entwurf des Architekten Karl Heinz Görres. Das Brunnenbecken auf quadratischem Grundriss ist mit Schiefer eingefasst und beinhaltet eine Bronzekugel, getragen von einer zylindrischen Stütze, aus der in der oberen Hälfte etwa 70 Stahlrohre mit Bronzeplatten hervorragen. Das entstehende Wasserspiel ist beleuchtbar.

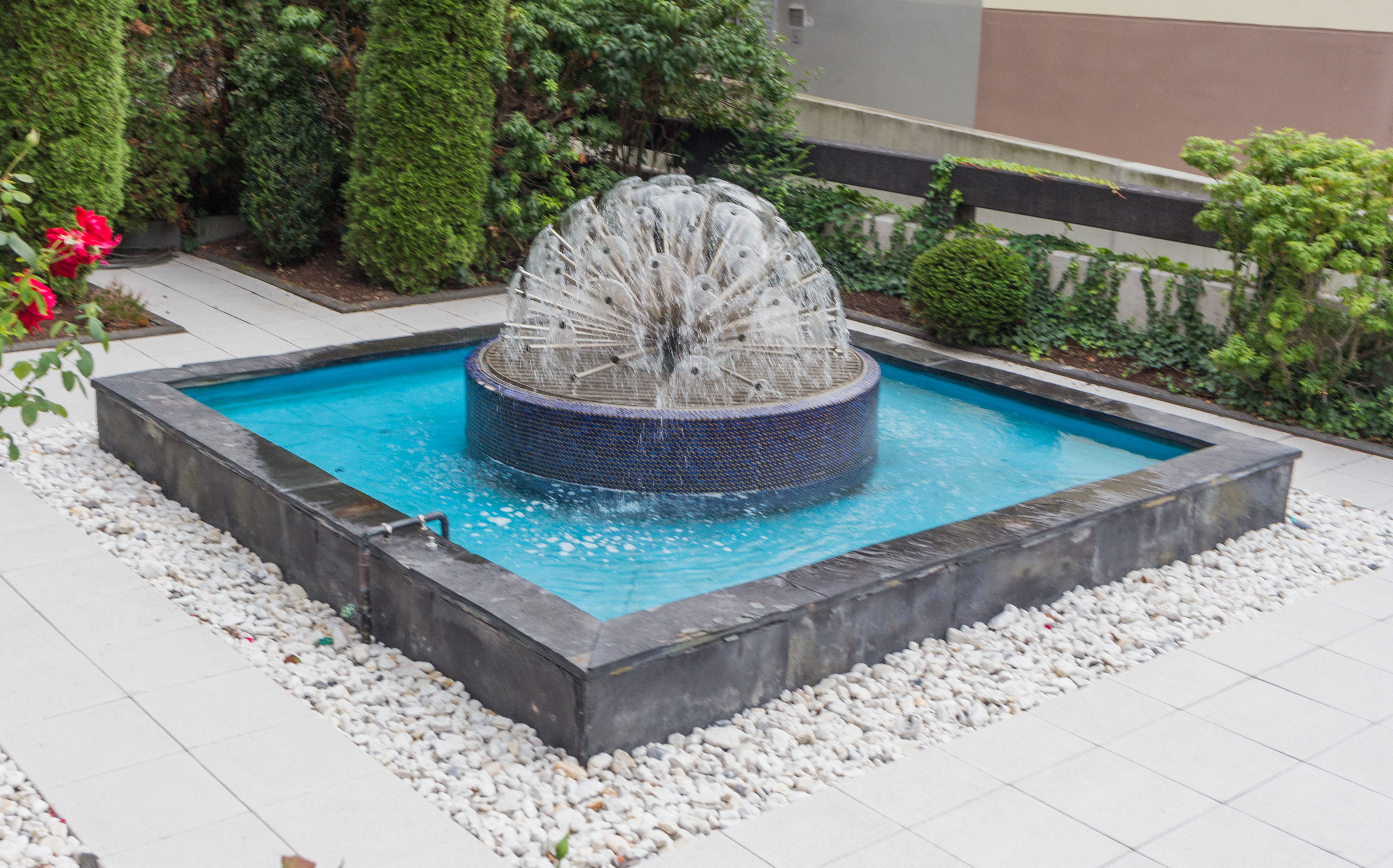
Nagelbrunnen